# Sietland

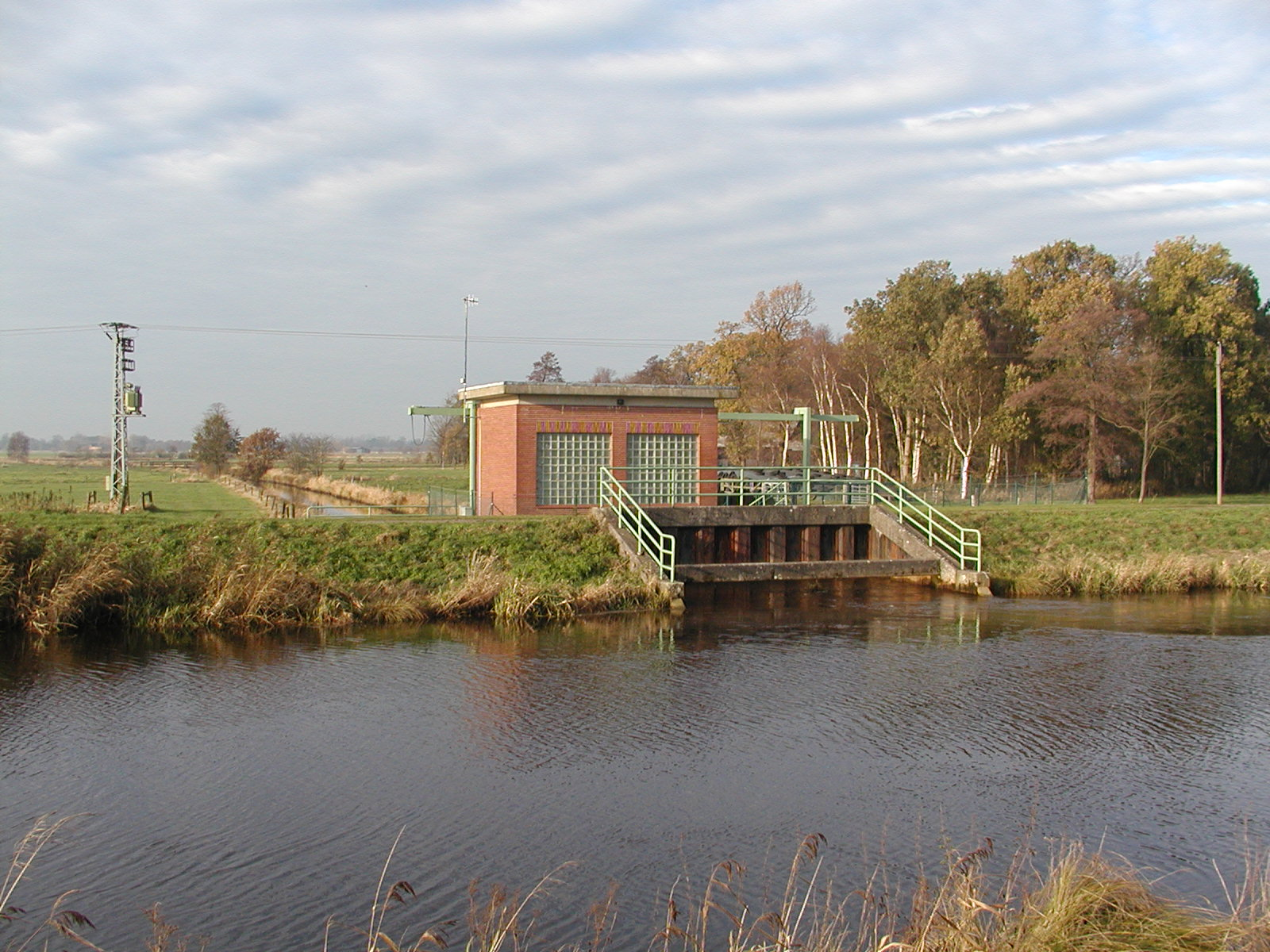
Das tief gelegene Sietland bei Steinau (Samtgemeinde Land Hadeln), im Vordergrund der Hadelner Kanal und der Vorfluter Steinau

Das Sietland ist der tiefer als das Tidehochwasser gelegene Teil der Marsch zwischen Küste bzw. Flussufer und Geestrand. 
Die Marsch wird durch unterschiedliche Sedimentationsbedingungen in zwei Teile gegliedert. In Ufernähe findet eine stärkere Sedimentation statt als weiter landeinwärts, es bildet sich ein Hochland in Ufernähe mit sandigen Böden. Im dahinter liegenden Sietland fand dagegen kaum eine weitere Sedimentation statt, es bildeten sich tonige Böden, die schneller absackten als die Sedimente des Hochlandes. Es konnte sich ein Niveauunterschied zwischen Hochland und Sietland von mehreren Metern ergeben. Die am tiefsten, meist am Geestrand gelegenen Teile des Sietlandes waren abflusslos. Das Wasser sammelte sich hier, diese Teile versumpften und es bildeten sich Moore. Der Rest des Sietlandes war oft mit Bruchwald bewachsen.
Das Sietland ist heute, zum Beispiel durch die Hollerkolonisation, meist durch Eindeichung und Entwässerung urbar gemacht worden. Das eingedeichte Sietland sackt durch die Entwässerung im Laufe der Zeit noch weiter ab, so dass der Boden heute teilweise auch unter dem Meeresspiegel liegen kann.